# Elliðaár

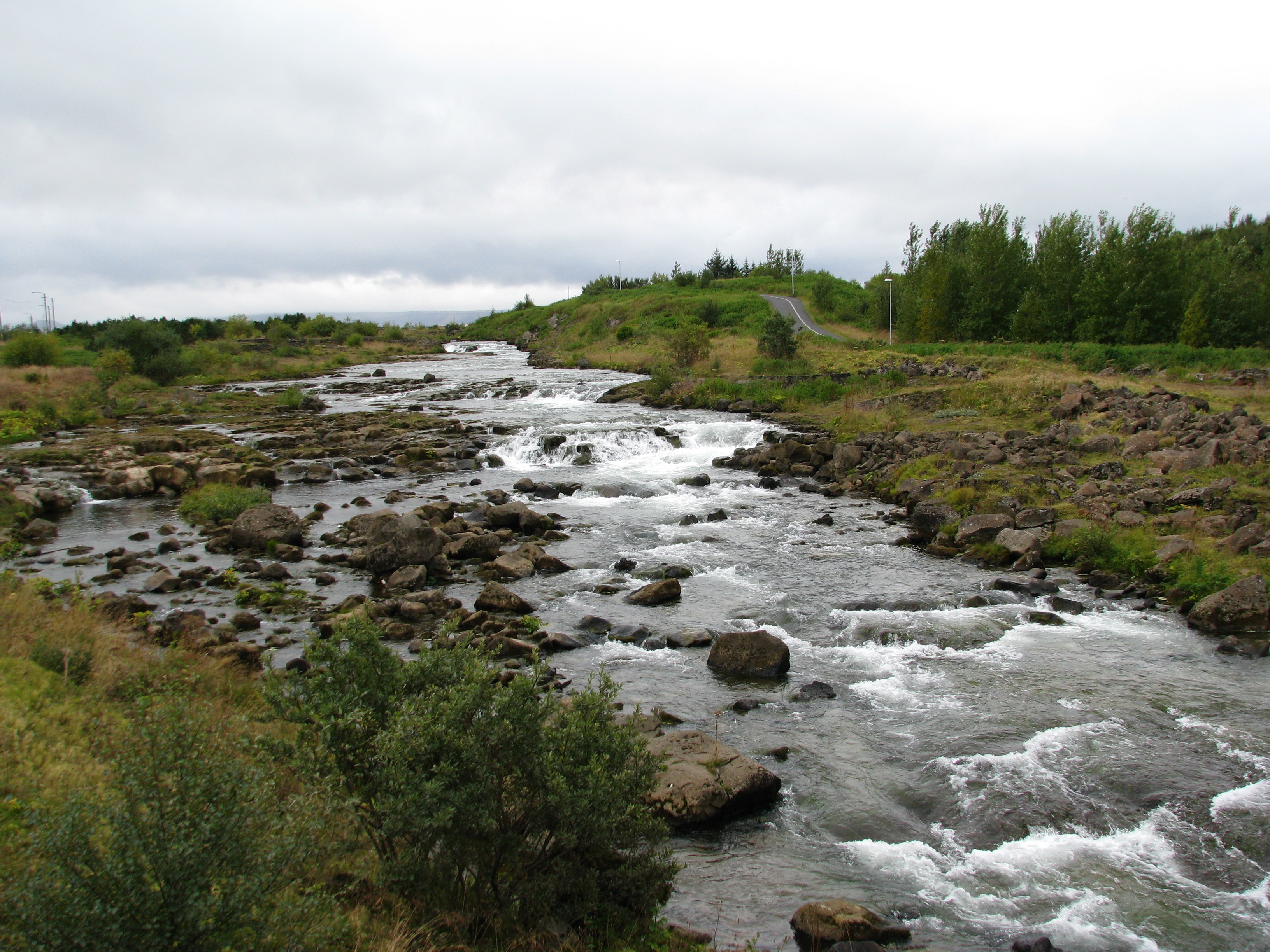
De Elliðaár ter hoogte van het Viðidalur in Reykjavík.

De Elliðaár is een rivier die door Reykjavík, de hoofdstad van IJsland, stroomt. Kleine riviertjes ontspringen in de vulkanische bergketen Bláfjöll en stromen uiteindelijk als de Suðurá en de Bugða naar het Elliðavatn meer dat zich aan de oostelijke rand van Reykjavík bevindt. De uitstroom daarvan is de 5 kilometer lange Elliðaá. Alvorens de Elliðaá in de Elliðaárvogur baai uitmondt bevinden zich niet ver van het openluchtmuseum Árbæjarsafn een paar kleine watervalletjes. De Elliðaár, die ook wel de Elliðaá genoemd wordt, behoort tot de top 10 van de beste zalmrivieren van IJsland.